# 中国共产党革命根据地

中華蘇維埃共和國以及長征時共產黨控制下的中國

中国共产党在1949年建立中華人民共和國統治中國大陸前，已建立多個由該黨統治的勢力範圍，稱為革命根据地，广义上包含第一次国共内战時期的「苏维埃区域」（简称苏区）以及抗日战争时期抗日根據地的「边区」，乃至第二次国共内战爆發後至中華人民共和國成立前建立的「解放区」。中国共产党在這些地區建立各级政权，擁有自主的地方武裝。政治上，党政军一体，“党领导一切”，主导地方政治。经济上，此类地区與外地往往設置關卡，並獨立發行貨幣。

## 歷史
“革命根据地”本是指20世纪以革命为目标的中国、越南等地反政府武装的割据地盘，現今則多用來指中国共产党建政前因反对中國國民黨的统治而占领的地区。此外，中國國民黨成立後，在成立國民政府、發動國民革命軍北伐前，於廣東建立有別於北洋政府統治的勢力範圍，被中国共产党稱為「广东革命根据地」。
中国共产党成立之初與中國國民黨合作，至1927年發動南昌起義後，開始建立蘇維埃政權與自己的武裝力量，其中又以江西的中央苏区最為重要。1931年，中国共产党以這些蘇維埃政權統治區為基礎，建立了中華蘇維埃共和國，宣稱與中華民國（指國民政府）分立。國民政府在完成北伐後，對中国共产党根據地進行多次圍剿，並在1934年的第五次圍剿獲得突破；中共中央因此離開原作為主要根據地的中央苏区，被迫向西北移動，至1935年10月底抵達陕北，巩固、扩大了西北革命根據地。
後來因日本自九一八事變以來對中國的逐步侵略，加上西安事變的發生，國共雙方停止戰爭，進行第二次的合作。在抗日战争时期，中共的根据地依据协议改称为“边区”，由中国共产党實施地方自治、但接受國民政府管辖。在1947年第二次国共内战爆发后，边区政府被國民政府认定为非法，中国共产党則開始將其統治與控制的區域稱為“解放区”。隨著中国共产党於戰事上的節節勝利，解放區的範圍也逐漸擴大至大部份要邑和土地。1949年，国共戰事逐漸底定，中国共产党於當年10月1日建立中华人民共和国。
中华人民共和国建立后，“革命根据地”的用法開始出現，其中昔日的蘇區、與抗日战争时期的中共根據地被统称為“革命老区”。由于自然条件及社会发展等种种原因，总体而言，革命老区经济状况至今仍然赶不上经济发达地区，中共中央和中华人民共和国领导人也强调要扶持当地经济，讓老區群眾脫貧致富奔小康。在“十四五”规划期间，中华人民共和国政府统筹推进革命老区振兴，因地制宜发展特色产业，传承弘扬红色文化，支持赣闽粤原中央苏区高质量发展示范，推进陕甘宁、大别山、左右江、川陕、沂蒙等革命老区绿色创新发展。

## 根據地列表
以下按照中国共产党方面的资料，列出该党主要的革命根据地。

### 第一次国共内战时期

#### 华中地区
- 井冈山革命根据地
- 中央革命根据地
- 湘赣革命根据地
- 东固革命根据地
- 赣南革命根据地
- 赣西南革命根据地
- 闽西革命根据地
- 湘鄂赣革命根据地
- 闽东革命根据地
- 闽中革命根据地
- 闽南革命根据地
  - 安南永德革命根据地
  - 靖和浦革命根据地
  - 饶和埔诏革命根据地
- 赣东北革命根据地
- 闽浙赣革命根据地
- 闽浙皖赣革命根据地
- 洪湖革命根据地
- 湘鄂边革命根据地
- 湘鄂西革命根据地
- 湘鄂川黔革命根据地
- 黔东革命根据地
- 鄂豫皖革命根据地
- 鄂豫边革命根据地
- 豫东南革命根据地
- 皖西革命根据地
- 川东革命根据地
- 川陕革命根据地
- 鄂豫陕革命根据地
- 通海如泰革命根据地

#### 西北地区
- 陕甘宁革命根据地（陕甘边革命根据地、陕北革命根据地在1935年连成一体，形成陕甘革命根据地（西北革命根据地）。1935年9月成立陕甘晋省。1935年11月改为陕甘省、陕北省。1937年3月改为陕甘宁特区，1937年9月6日改立陕甘宁边区。

#### 华南地区
- 左右江革命根据地
- 滇黔桂边区
- 琼崖革命根据地
- 海陆丰革命根据地
- 东江革命根据地

#### 南方游击区
- 鄂豫边游击区
- 鄂豫皖边游击区
- 皖浙赣游击区
- 浙南游击区
- 湘鄂赣边游击区
- 湘赣边游击区
- 湘南游击区
- 闽北游击区
- 闽东游击区
- 闽中游击区
- 闽南游击区（闽粤边游击区）
- 闽西游击区
- 闽赣边游击区
- 粤赣边游击区
- 琼崖游击区

### 抗日战争时期
1937年至1945年中華民國抗日戰爭時期，中國共產黨所屬軍隊接受國民政府名義上領導，將其割據的革命根據地改為抗日根據地。
- 陕甘宁抗日根据地
- 晋绥抗日根据地
- 晋察冀抗日根据地
- 晋冀鲁豫抗日根据地
- 山东抗日根据地
- 苏北抗日根据地
- 苏中抗日根据地
- 苏南抗日根据地
- 淮北抗日根据地
- 淮南抗日根据地
- 皖江抗日根据地
- 浙东抗日根据地
- 广东抗日根据地
- 琼崖抗日根据地
- 鄂豫皖湘赣抗日根据地
- 河南抗日根据地
- 闽浙赣抗日游击区
- 东北抗日游击区

### 第二次国共内战时期
解放區是在抗日戰爭和第二次國共內戰期間，中國共產黨軍隊對自己控制的區域的稱呼。

## 外部連結
- 中国老区网 （页面存档备份，存于）